# Ronnbergia morreniana
Ronnbergia morreniana är en gräsväxtart som beskrevs av Jean Jules Linden och Éduard-François André. Ronnbergia morreniana ingår i släktet Ronnbergia och familjen Bromeliaceae. Inga underarter finns listade i Catalogue of Life.